# Giảm bạch cầu trung tính
Giảm bạch cầu trung tính là nồng độ bạch cầu trung tính thấp (một loại tế bào bạch cầu) trong máu. Bạch cầu trung tính chiếm phần lớn các tế bào bạch cầu lưu hành và đóng vai trò phòng vệ chính để chống lại nhiễm trùng bằng cách tiêu diệt vi khuẩn, các mảnh vi khuẩn và virut liên kết với immunoglobulin trong máu. Những người bị giảm bạch cầu trung tính dễ bị nhiễm vi khuẩn và nếu không được chăm sóc y tế kịp thời, tình trạng này có thể trở nên nguy hiểm đến tính mạng (nhiễm trùng huyết trung tính).
Giảm bạch cầu trung tính có thể được chia thành bệnh bẩm sinh và bệnh mắc phải, với giảm bạch cầu bẩm sinh nghiêm trọng (SCN) và giảm bạch cầu trung tính theo chu kỳ chiếm ưu thế và chủ yếu là do đột biến dị hợp tử trong gen ELane (bạch cầu đa nhân trung tính). Giảm bạch cầu trung tính có thể là cấp tính (tạm thời) hoặc mãn tính (kéo dài). Thuật ngữ này đôi khi được sử dụng thay thế cho nhau với " giảm bạch cầu " ("thâm hụt số lượng tế bào bạch cầu").

## Dấu hiệu và triệu chứng
Các dấu hiệu và triệu chứng của giảm bạch cầu bao gồm sốt, nuốt đau, đau nướu, áp xe da và viêm tai giữa. Những triệu chứng này có thể tồn tại vì những người bị giảm bạch cầu thường bị nhiễm trùng.
Trẻ có thể có dấu hiệu cáu kỉnh và bú kém. Ngoài ra, hạ huyết áp cũng đã được quan sát thấy ở những người bị tình trạng này.